# 卡拉瓦歐 (夏威夷州)
卡拉瓦歐（英語：Kalawao）是位於美國夏威夷州卡拉瓦歐縣的一個非建制地區。該地的面積和人口皆未知。卡拉瓦歐過去曾是美國夏威夷州隔離漢生病患者的漢生病療養院所在地。

## 地理
卡拉瓦歐的座標為21°10′40″N 156°56′56″W / 21.17778°N 156.94889°W，而該地的平均海拔高度為20米（即66英尺）。